# Довговусі
Довговусі (Nematocera) — підряд двокрилих з тонкими, сегментованими антенами і в основному водними личинками, що складається з комарів, москітів та мошок.
Довговусі, як правило, характеризуються ниткоподібними, багатосегментними антенами , які можуть бути пір'ястими в деяких самців. Nematocera є парафілетичним підрядом.
Личинки в основному водні і мають різні голови з ротовим апаратом, який може бути модифікований для фільтрації харчів. Органи і ноги дорослих, як правило, подовжені, і ці мухи часто мають відносно довгі черевця.

## Значення для людини
Серед представників підряду є ряд кровососів и переносників небезпечних захворювань людей і тварин, таких як справжні комарі (Culex), малярійні комарі (Anopheles), москіти (Phlebotominae) та мошки (Simuliidae). Личинок хірономід (мотиль) використовують як корм для акваріумних риб. Belgica antarctica знайдені в Антарктиді.

## Ресурси Інтернету
- https://web.archive.org/web/20120730010647/http://www.faunistik.net/DETINVERT/DIPTERA/nematocera01.html